# 今月のMVP
今月のMVP（こんげつのマンスリーバラエティープログラム）は、2011年4月7日から2011年9月29日まで毎週金曜日（毎週木曜日深夜）1:51-2:21にテレビ朝日で放送されていた番組枠。月毎に放送する番組が変わるといった特殊な番組形態で放送された。番組表ではこの枠が始まった2011年4月7日放送の番組にのみ（新）が、終わった2011年9月30日放送の番組にのみ（終）が付いていた。

## 仰天!ワールドモニター 〜今 日本人に伝えたいこと〜
仰天!ワールドモニター 〜今 日本人に伝えたいこと〜（ぎょうてん!ワールドモニター）は2011年4月8日から2011年4月29日まで放送された番組。
番組表にはワールドモニター 〜今 日本人に伝えたいこと〜と表記されていた。
元々は飛び出せ!!ワールドモニターという番組名で2010年9月24日23:15-翌0:15、2011年1月16日15:30-17:25、2011年04月15日19:00-20:54に特番が放送されていた。

### 出演者
- 神田瀧夢
- ベリッシモ・フランチェスコ - イタリア代表
- ブンシリ - タイ代表
- ニコラ - フランス代表

他に外国人タレントが出演。

## チョコバナナ
チョコバナナは2011年5月6日から2011年5月27日まで放送されていた番組。「バナナマンがチョコっと変わった企画に挑む」というコンセプトのもと、様々な企画に挑戦する。

### 出演者
- バナナマン

#### ゲスト
- オードリー
  - 若林正恭 - 2011年5月6日、2011年5月13日
  - 春日俊彰 - 2011年5月13日 ※チョコ入りバナナトークのみ
- 矢口真里 - 2011年5月6日、2011年5月13日 ※日村勇紀VS30人の質問のみ
- 里田まい - 2011年5月13日 ※チョコ入りバナナトークのみ
- サンドウィッチマン - 2011年5月20日
- 渡部建 - 2011年5月27日
- 南明奈 - 2011年5月27日

2011年5月5日、2011年5月13日は一般人30人も出演。

### 放送内容
- 日村勇紀VS30人の質問 - 2011年5月6日、2011年5月13日
日村の本性を暴くため、一般人30人からの質問に即答する。
- チョコ入りバナナトーク - 2011年5月6日
黄色い全身タイツを着ている日村の顔と乳首と尻にある的をめがけてボールを投げながらトークをする。
的の得点は外側の青い箇所は1点、白い箇所は10点、中心の赤い箇所が100点。
ボーナスチャンスではビッグボールを投げて当たった箇所の得点が10倍になる。
- 相方のセンスに憧れている-1GP - 2011年5月20日
設楽のセンスに憧れる日村と伊達のセンスに憧れる富澤が対決した。
- クイズ!日村のボケパターン  - 2011年5月27日

## 教えて!ストリート通
教えて!ストリート通（おしえて!ストリートつう）は2011年6月3日から2011年7月8日まで放送されていた番組。

### 概要
都内各所にある道を詳しい有名人が案内してくれているVTRをスタジオで見る。

### 出演者
- ケンドーコバヤシ - 第1回、第2回、第5回、最終回に出演。最終回ではこの番組が1ヶ月限定番組とは知らない様子だった。
- 河本準一 - 第1回、第2回、に出演。
- 後藤輝基 - 第3回、第4回に出演。
- 土田晃之 - 第3回のみ出演。
- 古坂大魔王 - 第3回のみ出演。
- 大木優紀 - 第4回のみ出演。
- 市川寛子 - 第4回のみ出演。
- 八木麻紗子 - 第4回のみ出演。
- 藤森慎吾 - 第5回のみ出演。
- 渡部建 - 最終回のみ出演。

#### 進行
- 竹内由恵

#### 声の出演
- 高橋茂雄
- 野村真季

#### ストリート通
VTR出演のみの出演。
1. なぎら健壱 - 渋谷センター街
2. 森永卓郎 - 秋葉原中央通り
3. ISSA - 六本木外苑通り
4. 綾部祐二 - 表参道メインストリート
5. 武田修宏 - 西麻布外苑西通り
6. なし - 錦糸町ワンダースポット

### 東京屈指の歓楽街 夜の錦糸町に（深）潜入SP
最終回は特別編「東京屈指の歓楽街 夜の錦糸町に（深）潜入SP」と題し、ケンドーコバヤシ、渡部建、竹内由恵の三人が錦糸町ワンダースポットへ実際に行き、様々な店を回った。

## バカロッチ
バカロッチは2011年8月5日から2011年8月26日まで放送された番組。「一つの道を極める○○バカ」から様々なことを学び、ロッチに成長してもらうというコンセプト。

### 出演者
- ロッチ
- 大木優紀 - 2011年8月5日のみ。
- 上宮菜々子 - 2011年8月26日のみ。
- 一つの道を極める○○バカ - 基本的には一人だが、最終回では何人も出演した。

## 芸人レンタルBOX「僕らの活かし方」
芸人レンタルBOX「僕らの活かし方」（げいにんレンタルボックス「ぼくらのいかしかた」）は2011年9月2日から2011年9月30日まで放送されていたコント番組。

### 出演者
- オードリー
- オリエンタルラジオ
- アンガールズ
- 野性爆弾